# Ángel Boffa
Ángel Boffa (Argentina, 1899 -  19 de noviembre de 1984) fue un escritor, periodista y actor de cine y teatro.

## Carrera profesional
Además de su labor en el teatro, trabajó con asiduidad en el cine como actor de reparto, en muchos casos para los estudios Lumiton. Se recuerda su personificación de Barquinazo en el filme  La muerte camina en la lluvia   (1948). También fue periodista, escritor y realizó actividad gremial integrando el directorio de la Asociación Argentina de Actores; al caer derrocado Perón integró junto a Francisco Armisén, Pascual Nacaratti, Mario Faig, Iván Grondona, Pedro Laxalt, Julián Bourges, Alfredo Noli, Claudio Martino, Luis Capdevila, Pedro Tocci y Pablo Racioppi la comisión provisional que dirigió la Asociación Argentina de Actores hasta que fue intervenida por el nuevo gobierno.
Se recuerda su participación en el elenco en él estaban Luis y Eduardo Sandrini, Malisa Zini, Irma Lagos, Fedel Despres, María Esther Buschiazzo, Alejo Rodríquez Crespo y Chola Osés, que en 1949 puso en escena en el Teatro Astral la obra Cuando los duendes cazan perdices de Orlando Aldama, de larga permanencia en cartelera.
En su calidad de crítico de cine fue socio de la Asociación de Cronistas Cinematográficos de la Argentina.

## Filmografía
Actor
- El despertar del sexo   (1970) (filmada en 1963)
- Kuma Ching   (1969) …Chino en placard
- Fin de fiesta   (1969)
- Cuando los duendes cazan perdices   (1955)
- Sala de guardia   (1952)
- Escuela de campeones   (1950)
- El morocho del Abasto (La vida de Carlos Gardel)   (1950)
- Nace la libertad   (1949)
- El ídolo del tango   (1949)
- Fúlmine   (1949)
- Yo no elegí mi vida   (1949) …Secuaz 1 de Riglos
- Don Bildigerno en Pago Milagro   (1948)
- La muerte camina en la lluvia   (1948) …Barquinazo
- Una atrevida aventurita   (1948)
- El jugador   (1947)
- Con el diablo en el cuerpo   (1947)
- La importancia de ser ladrón   (1944)
- Nuestra Natacha   (1944)
- Así te quiero   (1942)
- En el viejo Buenos Aires   (1942)
- La casa de los millones   (1942)
- El susto que Pérez se llevó   (1940)
- Sombras en el río   (1939)
- Madreselva   (1938)
- Ronda de estrellas   (1938)